# Мишко Плави
Миливоје Мишко Петровић (Гуча, 22. април 1961) познатији као Мишко Плави је српски музичар, који је своју каријеру започео осамдесетих година, сарадњом са многим бендовима новпг таласа. Композитор је, аранжер и свира бас, гитару, хармонику и клавир. Сарађивао је са бендовима ВИА Талас, Пеђа Д’ Бој, Фантазија, Пилоти. Кратко је свирао са Екатарином Великом. Компоновао је музику за три филма Жана Марка Бара, и за један Срђана Драгојевића. Од 2003. године има свој бенд Мишко Плави бенд, а прилично је познат у Јапану где је имао преко стотину наступа, свирајући хармонику.

## Дискографија

### Албуми
- Медитеран (1997, ПГП РТС) са Ђура Морнар
- Too Much Flesh - Musique Originale (2000, Француска) са Ирином Децермиц
- Super Best Of Miško Plavi - Мишко Плави (2007, Јапан)
- Исток љуби запад (2008, ПГП РТС)
- Live In Japan (2011, самоиздат)
- Живот (2012, Трећи свет)[4]
- Лајв ин Белгрејд (2012)
- 1000 осмеха - Мишко Плави трио са Василом Хаџимановим и Џонијем Дункићем, специјални гост Ана Станић (2019)

## Песме и албуми на којима је свирао
- Хаваји (ВИА Талас)
- Ајд се зезамо, Жаба (Дбојс)
- Хемија (Мишко Плави)
- Авантура, Лаку ноћ ти мала (Пеђа Д’ Бој)
- Као птица на мом длану, Нек те бог чува за мене, Заборављени, Дан који пролази заувек, Не веруј у идоле (Пилоти)
- Кријеш се (Шармерке)
- Кроз ватру и снове (Аница Добра)
- Нема проблема, Секс, дрога и Бодирога (Прљави инспектор Блажа и Кљунови)
- Инспирација (Миша Релић)
- Тропикализам (Ђура Морнар)
- Анестезија (Екатарина Велика)
- Успаванка за бебе и малуу децу (Тина Миливојевић)
- Молебни канон (2003, манастир Високи Дечани)

## Композиције за филмове
- Љубавници (1999) француски филм са Сергејем Трифуновићем
- Превише меса (2000) француски филм
- Being Light (2001) француски филм
- Сиви камион црвене боје (2004) српски филм

## Публикације
- Планета Јапан (2011, Адмирал букс)[5]